# Абатуров, Анфим Иванович
Анфим Иванович Абатуров (1924, село Кама, Ново-Николаевская губерния — 3 февраля 1945, фольварк Буш, земля Бранденбург) — участник Великой Отечественной войны, помощник командира взвода 787-го стрелкового полка 222-й стрелковой дивизии 33-й армии 1-го Белорусского фронта, старший сержант. В бою закрыл своим телом амбразуру пулемёта.

## Биография
Родился в 1924 году в селе Кама Каинского уезда в крестьянской семье Ивана Тимофеевича и Дарьи Христофоровны Абатуровых. Имел 2 брата и 3 сестры. Окончил 5 классов, затем работал на откормочной базе «Заготскот» гуртовщиком.
10 сентября 1942 году призван в РККА, до 1944 года служил в Куйбышеве в запасном полку. С осени 1944 года в действующей армии, воевал в составе 222-й стрелковой Смоленской Краснознамённой дивизии.
В ночь на 3 февраля 1945 года 222-я стрелковая дивизия форсировала Одер несколько южнее Франкфурта-на-Одере, восточнее Визенау и в районе Буш-фольварка завязала бои за удержание и расширение плацдарма на реке. В числе первых переправившись через реку, старший сержант Абатуров заметил пулемёт, который вёл огонь по переправляющимся через реку и грозил сорвать переправу полка. Пулемётная точка была оборудована в насыпи, которая находилась за небольшим каналом. Старший сержант Абатуров переплыл канал, подобрался к амбразуре и закрыл её своим телом.
Командиром полка был представлен к званию Героя Советского Союза. Представление было поддержано командиром дивизии. Приказом командира 62-го стрелкового корпуса от 14 марта 1945 года был посмертно награждён орденом Отечественной войны 1 степени.
Подвиг старшего сержанта Абатурова нашёл отражение в армейской дивизионной газете «В поход» в номере за 17 февраля 1945 года.

Абатуров, оценив обстановку, понял опасность, грозившую подразделению. Он бросился в ледяную воду, переплыл канал и пополз вдоль насыпи. Высунувшийся из чёрной амбразуры дзота ствол вражеского пулемёта изрыгал ливень огня. Абатуров сделал резкий бросок и своим могучим телом навалился на ствол пулемёта. Пулемёт замолчал. Абатуров приподнялся было, громко крикнул: «За Родину, за Сталина, вперёд!» — махнул рукой на запад и замертво свалился. Бойцы, воодушевлённые замечательным подвигом героя, ринулись вперёд, преодолели водный рубеж, насыпь и погнали врага.
Похоронен на западной окраине Буш-фольварка.
В селе Кама имеется музей в школьной библиотеке, посвящённый воину, и мемориальная доска.